# Keith Amos
Keith James Amos (* 13. Januar 1932 in Walton-on-Thames; † April 2017 in Surrey) war ein englischer Fußballspieler. Der Torhüter bestritt 77 Partien in der Football League für den FC Aldershot und stand zudem beim FC Arsenal und FC Fulham unter Vertrag.

## Karriere
Amos befand sich bereits als Jugendlicher im Blickfeld des FC Arsenal und spielte zu Beginn seiner Laufbahn für Chase of Chertsey, einen von Arsenal nach dem Zweiten Weltkrieg als Farmteam genutzten Verein. 1949 wurde er beim FC Arsenal als Amateur registriert und spielte in der Folge für Walton & Hersham in der Athenian League, mit dem Klub stand er in der Saison 1951/52 im Halbfinale des FA Amateur Cups (0:3 gegen Walthamstow Avenue).
Nach Beendigung seines Wehrdienstes wurde er Mitte 1952 vom FC Arsenal mit einem Profivertrag ausgestattet, blieb bis zu seinem Abgang zwei Jahre später aber ohne Pflichtspieleinsatz in der ersten Mannschaft.  Er wechselte 1954 ablösefrei zum FC Aldershot in die Third Division South, musste aber ein weiteres Jahr auf sein Pflichtspieldebüt warten, zu dem er erst nach dem Abgang des Stammtorhüters Fred Brown kam. In den folgenden drei Spielzeiten hütete Amos regelmäßig das Tor des südenglischen Klubs (83 Pflichtspiele), und nachdem er in der Spielzeit 1957/58 zu 38 Ligaeinsätzen gekommen war und mit dem Klub die dritte Runde des FA Cups erreicht hatte, gehörte er mit seinem Wechsel Mitte 1958 zum FC Fulham erneut einem Londoner Erstligisten an.
Sein Aufenthalt bei Fulham dauerte weniger als ein Jahr und er blieb dabei erneut ohne Pflichtspieleinsatz, bereits 1959 schloss er sich für kurze Zeit den Kidderminster Harriers in der Southern Football League an. Seine letzte Saison im überregionalen Fußball spielte Amos 1959/60 für den FC Margate ebenfalls in der Southern League. Dort verlor er seinen Platz im Tor bereits nach dem 2. Spieltag und verließ den Klub zum Saisonende wieder.